# Earle S. MacPherson
Earle Steele MacPherson (Highland Park, 6 luglio 1891 – Detroit, 26 gennaio 1960) è stato un ingegnere statunitense, ideatore  dell'omonimo schema per sospensioni di autoveicoli.

## Biografia
MacPherson ha conseguito gli studi presso l'università dell'Illinois, per poi laurearsi nel 1915. 
Subito dopo la laurea trova impiego presso la Chalmers Company, un'azienda statunitense che nel 1914 aveva prodotto il suo primo trattore agricolo. 
Durante la prima guerra mondiale, MacPherson si trovava in Europa per lo sviluppo di motori aeronautici per l'esercito statunitense e ciò gli permise di maturare una notevole esperienza nel campo dell'ingegneria meccanica più avanzata del tempo, esperienza che si dimostrò essenziale per il futuro della sua carriera.
La sua intera carriera prebellica ruotò intorno all'industria automobilistica.
Nel periodo 1919 - 1922 ha lavorato per il marchio Liberty, prima di passare alla Hupmobile fino al 1934, per poi arrivare al settore ingegneria della General Motors.
In appena un anno MacPherson diventò capo ingegnere della Chevrolet, con l'obbiettivo di progettare un'autovettura di piccole dimensioni, ma questa vettura non vide mai la luce.
È per una seconda piccola Chevrolet, anch'essa mai prodotta in serie, che MacPherson è generalmente ricordato, una vettura che doveva costare meno di 1000 dollari.
Il presidente della GM, Alfred P. Sloan, si oppose alla costruzione di vetture piccole ed economiche, in quanto era convinto (come poi effettivamente avvenne) che gli Stati Uniti si sarebbero avviati ad una prosperità senza precedenti e che quindi sarebbe aumentata, di conseguenza, la richiesta di automobili convenzionali.
Per non lasciare nulla di intentato e come compromesso fra la dirigenza e il settore ingegneria, la Chevrolet intraprese il progetto di un'automobile "leggera" nel 1945 e MacPherson, insignito del ruolo di ingegnere capo, riuscì a mettere insieme un'incredibile squadra di tecnici per conseguire questo scopo.
La vettura era caratterizzata da un motore posizionato anteriormente e dalla trazione posteriore, secondo lo stesso MacPherson questa era la configurazione ideale per una quattro porte con quattro posti a sedere, con un peso contenuto entro le 2200 libre, con un interasse di appena 108 pollici, 8 pollici in meno rispetto alle Chevrolet tradizionali: con queste caratteristiche l'auto poteva essere considerata di piccola taglia, rispetto alla produzione nazionale dell'epoca.
Ma era nel reparto sospensioni che si nascondeva la vera rivoluzione: MacPherson aveva unito in un'unica struttura gli ammortizzatori e le molle elicoidali che confluiscono nei duomi elastici posti in alto, in modo da guidare la corsa verticale delle ruote e rendere ogni ruota indipendente dall'altra. 
Questa automobile, conosciuta anche come Cadet, divenne la prima vettura dotata di sospensioni di tipo MacPherson e per meglio comprendere la modernità del progetto, basti pensare che stessa architettura era adottata anche nella parte posteriore, e a tutt'oggi risulta essere una soluzione di non larga diffusione nel retrotreno delle vetture.
I prototipi della Cadet vennero testati a Milford (Michigan), e dimostrarono di avere un ottimo comportamento dinamico: la Delco migliorò la robustezza della struttura inserendo delle boccole in nylon sui duomi, e i tester fornirono un giudizio molto positivo sulla maneggevolezza, superiore alle Chevrolet in produzione e persino migliore delle Cadillac.
Il progetto risultò essere troppo costoso e considerando l'ipotesi iniziale di mantenere un prezzo al pubblico di circa 1000 dollari a vettura, per realizzare dei profitti la GM avrebbe dovute vendere 300.000 Cadet all'anno, un numero ritenuto realisticamente improbabile da raggiungere.
Il vice presidente James M. Crawford della GM fece pressione per una ritornare ad una maggiore semplicità nella progettazione delle automobili e MacPherson, che si trovò in contrasto con le nuove direttive, accettò l'offerta ricevuta da Harold Youngren della Ford per portare il suo talento a Dearborn.
Il genio di MacPherson venne impiegato nello sviluppo di un motore a sei cilindri e nell'utilizzo del suo innovativo sistema di sospensioni nell'avantreno della Ford Vedette, realizzata dalla filiale francese della casa, per poi venire impiegato sulle inglesi Ford Consul e Zephyr e successivamente su Volkswagen Tipo IV e Volkswagen Maggiolone.
I vantaggi prodotti dalla razionalità e semplicità del disegno e dal minore spazio richiesto dalla sospensione con conseguente aumento della volumetria del vano motore, hanno decretato il successo di questa soluzione per quasi tutte le automobili costruite a partire dagli anni ottanta. Ritiratosi dall'ambiente lavorativo nel 1958, MacPherson morì nel 1960 di morte naturale nel sonno.